# Santa María del Real
Santa María del Real es un municipio del departamento de Olancho en la República de Honduras. En julio del año 2023 fue declarada "Ciudad Turística y Cultural" por el Congreso Nacional de Honduras, posicionándose como un centro importante para los turistas visitantes en el departamento de Olancho.

## Límites
| Orientación | Límite                                         |
| ----------- | ---------------------------------------------- |
| Norte       | Municipio de Gualaco, Olancho                  |
| Norte       | Municipio de San Francisco de la Paz, Olancho  |
| Sur         | Municipio de Juticalpa, Olancho                |
| Sur         | Municipio de San Francisco de Becerra, Olancho |
| Este        | Municipio de Catacamas, Olancho                |
| Oeste       | Municipio de San Francisco de la Paz, Olancho  |
| Oeste       | Municipio de Juticalpa, Olancho                |
| Oeste       | Municipio de San Francisco de Becerra, Olancho |

La ciudad está situada en el valle de El Guayape, al pie de la cordillera de Agalta en la margen sur del río Cuyamapa.

## Historia
Esta tierra antes de 1526 era habitada por indígenas que se ubicaron cerca de las Cuevas de Pueblo Viejo al pie de la Sierra de Agalta cerca de la Montaña Los Naranjos prueba de ello existen restos humanos y materiales como osamentas humanas, vasijas de arcilla y diversos utensilios. Todo esto se ha encontrado en la Cueva de la Quijada cerca del casco urbano actual. Con la llegada de los españoles durante el proceso de colonización estos comienzan a descubrir áreas aptas para la explotación de diversos minerales, los cuales fundaban concentraciones de población cerca de las zonas que poseían estas riquezas, es así como Hernán Cortés ordena a Francisco de Celada que en el lugar denominado Escamilpa funde asentamientos humanos con el propósito de recolectar los minerales que existían en la región.
En 1526 (12 de mayo), los pobladores cambian el nombre de Escamilpa por Real de Minas que quiere decir lugar donde se centra el oro.
En 1786, data su nombre actual, esto se origina debido a que todos los pueblos fundados por los españoles se les asignaba un sacerdote para infundir el catolicismo en los pobladores es así como llega a Real de Minas el sacerdote Juan Santa María quien presta sus servicios por muchos años y muere en este lugar en honor a su memoria el pueblo pasa a llamarse Santa María y se le agregó el nombre viejo llamándose Santa María del Real.
En 1885, el poblado fue elevado a la categoría de municipio, siendo alcalde el señor Amado Tejada los restos de Juan Santa María fueron sepultados en la sacristía de la actual Iglesia Inmaculada Candelaria, esta iglesia fue construida entre 1713 a 1735.
El crecimiento económico fue muy lento durante el siglo XX, esto debido a la corrupción generalizada en todo el país. En los últimos años Santa María del Real se ha posicionado como el principal centro turístico de la región y ha sido considerada como el pulmón turístico de Olancho. Se caracteriza por ser una ciudad pintoresca que todavía mantiene viva muchas de sus tradiciones, además en el territorio que abarca el municipio se han desarrollado diversos centros recreativos y turísticos que le han dado un impulso importante para convertirse en la zona con más atracciones turísticas en la región.
Su economía por muchos años ha sido influenciada por su cercanía a dos de las ciudades más importantes del departamento, estas son las ciudades de Juticalpa y Catacamas, sin embargo, dicha cercanía también le ha favorecido al momento de adquirir bienes o servicios. Aun así en los últimos años se han desarrollado diversos proyectos de infraestructura en la zona urbana cambiando por completo su imagen y dando mayor auge al turismo local y nacional.

## Población
En el municipio vive una población de 17,166 habitantes.

## División política
Aldeas: 3 (2013)
Caseríos: 45 (2013)
| Código | Aldea                    |
| ------ | ------------------------ |
| 152001 | Santa María del Real     |
| 152002 | El Guayabito             |
| 152003 | San Carlos de las Flores |
| 152004 | El Naranjal              |
| 152005 | El Destino               |
| 152006 | El Guapote               |
| 152007 | Jícaro Gordo             |
| 152008 | Cofradía                 |